# Kasteel van Tiregand
Het Kasteel van Tiregand (Frans: Château de Tiregand) is een kasteel in de Franse gemeente Creysse. Het kasteel is een beschermd historisch monument sinds 2002.